# Pettneu am Arlberg
Pettneu am Arlberg é um município da Áustria, situado no distrito de Landeck, no estado do Tirol. Tem 56,74 km² de área e sua população em 2019 foi estimada em 1.500 habitantes.